# Diatraea lentistrialis
Diatraea lentistrialis is een vlinder van de familie van de grasmotten (Crambidae). De wetenschappelijke naam van deze soort is voor het eerst voorgesteld door George Francis Hampson in een publicatie uit 1919.
De soort komt voor in Venezuela en Argentinië.